# Klicanje sv. Mateja (Caravaggio)
Klicanje svetega Mateja je mojstrovina Michelangela Merisija da Caravaggia, ki prikazuje trenutek, ko Jezus Kristus navdihne Mateja, da mu sledi. Dokončana je bila v letih 1599–1600 za Contarellijevo kapelo v cerkvi francoske kongregacije San Luigi dei Francesi v Rimu, kjer je še danes. Visi ob dveh drugih Caravaggiovih slikah, Mučeništvo svetega Mateja (naslikano približno istočasno kot Klicanjem) in Navdih svetega Mateja (1602).

## Naročilo
Več kot desetletje prej je kardinal Matteo Contarelli v oporoki pustil sklad in posebna navodila za okrasitev kapele na podlagi tem, povezanih z njegovim soimenjakom sv. Matejem. Kupolo kapele je s freskami okrasil pokojni manieristični umetnik Giuseppe Cesari, nekdanji Caravaggiov delodajalec in eden najbolj priljubljenih slikarjev v tistem času v Rimu. Ko pa je bil Cesari zaposlen s  kraljevim in papeževim pokroviteljstvom, je kardinal Francesco Del Monte, pokrovitelj Caravaggia in tudi prefekt Fabbrica sv. Petra (vatikanska pisarna za cerkveno premoženje) posredoval, da je za Caravaggia dobil prvo večje cerkveno naročilo in prvo slikanje z več kot peščico figurami.
Klicanje visi nasproti Mučeništva svetega Mateja. Medtem ko je bilo Mučeništvo verjetno prva, ki je bila začeta, je bilo Klicanje po poročilih prva končana. Naročilo za ti dve je datirano julija 1599, končno plačilo pa je bilo opravljeno julija 1600. Med obema, pri oltarju, je Navdih svetega Mateja (1602).

## Predmet
Slika prikazuje zgodbo iz Matejevega evangelija (Mt 9,9): »Ko je Jezus šel od tam, je zagledal moža, imenovanega Matej, ki je sedèl pri mitnici, in mu je rekel:  Hôdi za menoj! , In ta je vstal in šel za njim.« Caravaggio upodablja davkarja Mateja, ki sedi za mizo s štirimi drugimi moškimi. Jezus in sveti Peter sta vstopila v sobo, Jezus pa kaže na Mateja. Žarek svetlobe osvetli obraze moških za mizo, ki gledajo v Jezusa Kristusa.

## Identiteta Mateja
Obstaja nekaj razprav o tem, kateri moški na sliki je sveti Matej, saj presenečeno gesto brkatega moškega za mizo beremo na dva načina.
Večina piscev domneva, da je sveti Matej bradati in vidi, da kaže nase, kot da bi vprašal Jaz? kot odgovor na Kristusov poziv. Ta teorija se okrepi, če upoštevamo še dve deli iz te serije, Navdih svetega Mateja in Mučeništvo svetega Mateja. Bradati moški, ki je vzor svetega Mateja, se pojavlja v vseh treh delih, pri čemer nedvoumno igra vlogo svetega Mateja v Navdihu in Mučeništvu.
Novejša razlaga kaže, da bradati moški v resnici kaže na mladeniča na koncu mize, čigar glava je sklonjena. V tem branju bradati moški sprašuje Njega? kot odgovor na Kristusov poziv in slika prikazuje trenutek, preden mladi Matej dvigne glavo, da bi videl Kristusa. Drugi pisci opisujejo sliko namerno dvoumno.

## Identiteta Jezusa
Nekateri raziskovalci domnevajo, da je Jezus prikazan kot Zadnji Adam ali Drugi Adam, kot je naslovljen v Novi zavezi. To je prikazano v Kristusovi roki, ko sega proti Mateju. Je skoraj zrcalna podoba Adamove roke v Michelangelovi sliki Stvarjenje Adama. Dvakrat se v Novi zavezi izrecno primerja med Jezusom in Adamom. V Rimljanih (Rim 5,12–21) Pavel trdi, da »Kakor so namreč zaradi neposlušnosti enega človeka mnogi postali grešniki, tako bodo tudi zaradi poslušnosti enega mnogi postali pravični.«  (Rimljanom Rim 5,19 ). V 1. Korinčanom 1 Kor 15,22 Pavel trdi, da » Kakor namreč v Adamu vsi umirajo, tako bodo v Kristusu tudi vsi oživljeni«, medtem ko v 45. vrstici Jezusa imenuje »Prvi človek Adam je postal živa duša, poslednji Adam pa oživljajoči duh«.

## Slog
Tri sosednja Caravaggiova platna v Contarellijevi kapeli predstavljajo odločilen premik od idealizirajočega manierizma, katerega zadnji glavni izvajalec je bil Cesari, k novejši, bolj naturalistični in tematsko usmerjeni umetnosti, ki sta jo zastopala Caravaggio in Annibale Carracci: bila sta zelo vplivna v tistem obdobju.
Na nek način je večina plebejskih, skoraj v naravni velikosti prebivalcev Levijeve denarne mize enakovredna, če je niso oblikovali ti ljudje na drugih slikah Caravaggia, vključno s slavno posvetno žanrsko sliko Kvartopirci (1595).
Na tej sliki se zdi, da mrak in zastrto okno namesti mizo v zaprt prostor. Kristus prinaša resnično svetlobo v temni prostor sedečih zbiralcev davkov. Na tej sliki je zabeležen trk dveh svetov - neizogibna moč nesmrtne vere in vsakdanji, gizdav svet Levija. Jezus ga zbode s svetlobnim snopom, z navidezno lahkotno kretnjo roke izvaja neizogibno vzvišeno gravitacijo, ne da bi potreboval posvetno mišičavost. Jezusove bose noge so v nasprotju z dandificiranimi računovodji klasična preprostost; biti bos lahko tudi simbolizira svetost, kot da je nekdo na svetih tleh. Podobno kot pri Pavlu v sliki Spreobrnjenje na poti v Damask Caravaggio opisuje trenutek, ko je vsakodnevna rutina prekinjena s čudežem. Okoli človeka, ki bo postal Matej, so bodisi neopazni bodisi moteči opazovalci.
Občinstvo bi videlo podobnost med Jezusovo gesto, ko kaže na Mateja in Božjo gesto, ko je ustvaril Adama v Michelangelovi Sikstinski kapeli. Po liniji Kristusove leve roke se zdi, da Mateja vabi, naj mu sledi na svet. »Ta jasna čitljivost, ki se tako razlikuje od mnogih manierističnih slik, ... je predstavljala izjemno priljubljenost dela.« Položaj Kristusove roke pa odraža položaj Adamove v Sikstinski kapeli; Cerkev je imela Kristusa za drugega Adama.

## Odzivi
Papež Frančišek je dejal, da je kot mladenič pogosto odhajal v San Luigi, da bi razmišljal o sliki. Sklicujoč se na Kristusovo iztegnjeno roko in Matejev odgovor, je Frančišek rekel: »To sem jaz, grešnik, na katerega je Gospod usmeril svoj pogled.« 

## Druge slike iste teme
Obstaja veliko drugih zgodnjenovoveških predstav o klicanju Mateja. Dve sta bili naslikani pred Caravaggiom, vendar je malo verjetno, da bi Caravaggio naletel nanje. 
- Carpacciova različica na Akademiji v Benetkah [4]
- Različica Marinusa van Reymerswaeleja (1536) [5]
- Izpeljana različica Giovannija Lanfranca (1626–28) [6]
- Različica španskega slikarja Juana de Pareje (1661) [7], najdena v muzeju Prado v Madridu.
- Hendrick ter Brugghen [8]
- Različica Bernarda Strozzija (1620) v Muzeju umetnosti v Worcestru v Massachusettsu [9]